# Киркиж, Инга Владимировна
Инга Владимировна Кирки́ж — российская писательница и сценарист. Лауреат премии «Медный всадник» за сценарий фильма «Видримасгор» (2010); лауреат премии журнала «Октябрь» (2012).

## Биография
Родилась 30 декабря 1970 года в Ленинграде.
Окончила филологический факультет СПбГУ в 1995 году. Создаёт и редактирует сценарии к телесериалам, документальным фильмам, мультфильмам, телепередачам, в том числе проект «Тур де Франс» с Владимиром Познером и Иваном Ургантом, шоу «Розыгрыш», реалити-шоу «Империя», мультфильм «Зебра в клеточку». Живёт в Санкт-Петербурге. Пишет фантастические рассказы под псевдонимом Аделаида Фортель и короткую прозу под собственным именем.
Инга Киркиж приходится правнучатой племянницей К. О. Киркижу.

## Премии и номинации
- 2010 год — «Медный всадник» за сценарий фильма «Видримасгор» (совместно с Яной Поляруш)[1]
- 2012 год — премия журнала «Октябрь» за «Орша. Дневник»[2][3].
- 2013 год — номинация на литературную премию «Ясная Поляна» в номинации «Детство. Отрочество. Юность» за повесть «Орша»[4]

## Фильмы
- 2006 — Документальный телефильм «К-219: последний поход» (режиссёр А. Курбанов)
- 2006 — Документальный телефильм «Вьетнамский гамбит» (режиссёр И. Гедрович)
- 2009 — «Видримасгор, или История моего космоса» (совместно с режиссёром фильма Яной Поляруш)[5]
- 2010 — «Тур де Франс» (режиссёр Ю. Однопозов)
- 2013 — «Илгу» (короткометражный) (совместно с режиссёром фильма Юлией Максимовой)[6]
- 2015—2021 — «Тима и Тома»
- 2015—наст. время — «Малышарики»
- 2015 — «15 суток» (режиссёр А. Марков)
- 2016 — «Волшебный карандаш» (короткометражный)
- 2016 — «Круговое движение» (короткометражный)
- 2017—2018 — «Смешарики. Спорт»
- 2017—наст. время — «Дракоша Тоша»
- 2018—наст. время — «Монсики»
- 2019 — «Смешарики. Вид сверху»
- 2020—наст. время — «Зебра в клеточку»
- 2021—наст. время — «Тайная комната»
- 2021—наст. время — «Супер МЯУ»
- 2021—наст. время — «Тайны Медовой долины»

### как Аделаида Фортель
- «Война Белой Розы» (рассказ) — 2002 год[7]
- «Видримасгор» (рассказ) — антология фантастики «Вся неправда Вселенной» — СПб.: «Геликон Плюс», 2002 год. Стр. 360—375
- «Зулумбийское величество» (рассказ) — антология фантастики «Псы любви», составитель Сергей Лукьяненко — М.: «АСТ», «Ермак» (серия «Звёздный лабиринт») 2003 год
- «Счастливая потеря Орландины» (рассказ) — антология «Право на пиво», составитель Владимир Васильев — М.: «АСТ», «Люкс» (серия «Звёздный лабиринт»), 2005 год. Стр 31-40
- «Жизнь собачья, вурдалачья…» (рассказ) — журнал «Полдень, XXI век» № 1, 2003[8]
- «Предмет простой» (рассказ) — антология фантастики «Гуманный выстрел в голову» — М.: «АСТ», «Ермак» (серия «Звёздный лабиринт») 2004 год. Стр. 132—150
- «Рыцари всмятку» (рассказ) — журнал «Реальность фантастики», № 1 за 2005 год
- «Повесть о настоящем василиске» — журнал «Реальность фантастики» № 7 за 2005 год
- «Демонверсия» — журнал «Реальность фантастики» № 10 за 2006 год
- «Повесть о настоящем василиске» — отдельной книгой — М.: «Амадеус», 2006 год[8]
- «Спокойно Жорик! Всё под контролем» (рассказ) — сборник «Фантастика 2008», составитель: Николай Науменко — М.: «АСТ», «Хранитель» (серия «Звёздный лабиринт»), 2008 год
- «Дневник царевны Несмеяны» (рассказ) — «Полдень, XXI век», № 9 за 2008 год
- «Буриданова царица» (рассказ) — «Полдень, XXI век», март 2009[8]
- «Тележка на одном колёсике» (рассказ) — «Полдень, XXI век», август 2009[8]

### как Инга Киркиж
- Орша. Дневник — «Октябрь», № 9 за 2012 г.
- Даже если сам ничего не помнишь. — «Октябрь», № 12 за 2012 г.
- Поговорим по-мужски (рассказ) — «Октябрь», № 2 за 2015 г.
- Киркиж, Инга. Зулумбийское величество / Инга Киркиж. — М.: Альтер Эго Бук, 2024. — 336 с. — ISBN 978-5-6050315-5-0.